# Franciszek Sędzicki

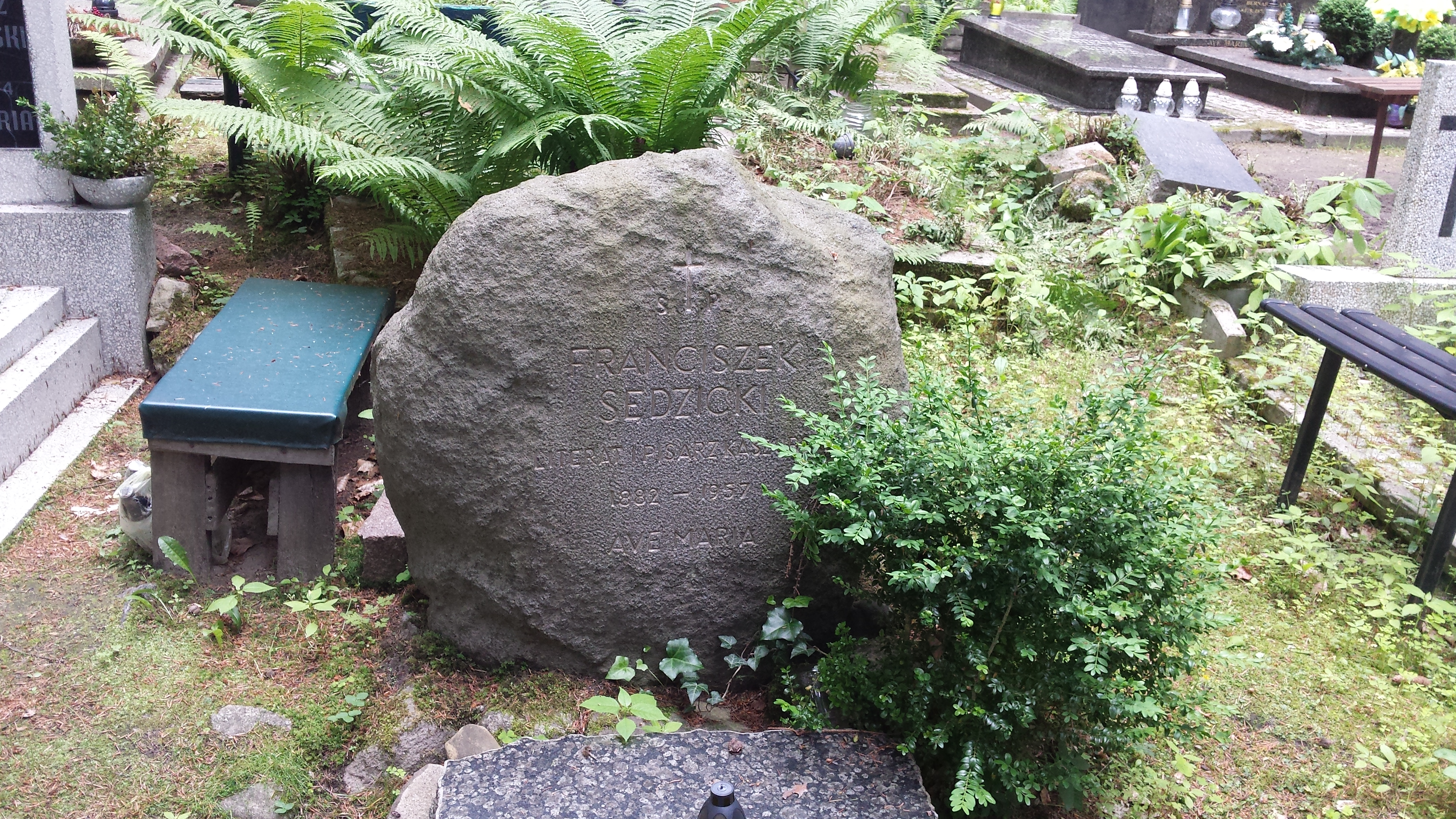
Grób Franciszka Sędzickiego na Cmentarzu Srebrzysko w Gdańsku

Franciszek Sędzicki, kaszb. Frãc Sãdzicczi (ur. 11 marca 1882 w Rotembarku w pow. kościerskim, zm. 19 kwietnia 1957 w Gdańsku) – poeta i pisarz kaszubski, dziennikarz, bibliotekarz.

## Życiorys
Był synem średniozamożnego rolnika. W wieku 17 lat, zmuszony brakiem środków finansowych, opuścił progimnazjum, a dalszą wiedzę poszerzał jedynie w domu za pośrednictwem listów w ramach niemieckiego Towarzystwa Oświatowego. W 1902 otrzymał powołanie do pruskiego wojska. Po powrocie z koszar pisał drobne korespondencje do „Gazety Gdańskiej”. Starał się tam również o stałą pracę, jednak bez skutku. W tym okresie Sędzicki aktywnie współtworzył proces rozwoju czytelni ludowych, dużo czytał, pisał, uczestniczył w spotkaniach polskich organizacji. W latach 1906–1911 współpracował w Kościerzynie z Aleksandrem Majkowskim jako sekretarz i współredaktor „Gryfa”.
W 1912 podjął pracę w „Gazecie Grudziądzkiej” i przeprowadził się do Grudziądza. Wybuch pierwszej wojny światowej spowodował duże zawirowania i w konsekwencji redukcję etatu, przez co Sędzicki został zmuszony do powrotu w rodzinne strony. Swoją ciężką w tym czasie sytuację materialną starał się poprawić pisaniem, m.in. wysyłając bajki kaszubskie w niemieckim tłumaczeniu do wydawnictwa Bartelsa w Berlinie, gdzie na wiosnę 1915 został zatrudniony. Lecz nie pracował tam długo. Już w grudniu tego roku zostaje zwolniony. Wtedy został ponownie powołany do wojska, a konkretnie do urzędu cenzorskiego w zajętej przez Niemców Warszawie. 
Po zakończeniu wojny zamieszkał w Gdańsku, gdzie utrzymywał się z prowadzenia lekcji języka polskiego. Na przełomie 1919 i 1920 przeniósł się do Starogardu. Tam został redaktorem „Dziennika Starogardzkiego”. Tam również zaczął czynnie uczestniczyć w miejscowym życiu politycznym, działał w Związku Ludowo-Narodowym. Posadę stracił w marcu 1923, kolejną znalazł w toruńskim „Słowie Pomorskim”, które opuścił w 1926, żeby objąć redakcję chojnickiego „Dziennika Pomorskiego”. Jednak w 1927 powrócił do Gdańska. Przez te wszystkie lata jest mało widoczny w ruchu kaszubskim, ogranicza się do twórczości literackiej. W Gdańsku stał się jednym z liderów Gminy Polskiej. Wówczas utrzymywał się z korespondencji do „Słowa Pomorskiego” i współpracy z gdańskimi pismami polonijnymi. Gdańsk opuścił na tydzień przed wybuchem wojny, dzięki czemu ocalił swoje życie. Sędzicki ukrywał się przez całą wojnę w różnych miejscach w okolicach Kościerzyny. Sędzicki był bardzo podobny do brata, co pozwoliło mu uniknąć śmierci, gdy podczas aresztowania w Foshucie sąsiedzi stwierdzili, że schwytano nie Franciszka Sędzickiego, lecz jego brata Jana.
Po powrocie do zniszczonego Gdańska zatrudnienie znalazł w Bibliotece Miejskiej. Nadal dużo pisał o Kaszubach, ich kulturze i języku. 
Otrzymał wiele wyróżnień i nagród, m.in. nagrodę literacką miasta Gdańska (1951).
Umarł w wieku 75 lat w 1957. Został pochowany na gdańskim Cmentarzu Srebrzysko (rejon VI, kwatera II-miejsce leśne-441).

## Ordery i odznaczenia
- Krzyż Kawalerski Orderu Odrodzenia Polski (1955)
- Srebrny Wawrzyn Akademicki (4 listopada 1937)[3]

## Wybrane prace
- Baśnie Kaszubskie, Gdańsk: Oddział Miejski Zrzeszenia Kaszubsko-Pomorskiego, 1979
- Dumki z kaszubskich pól 1911,
- Godka o Januszu Skwierku 1923,
- W walce o polskość Pomorza 1925,
- Jaromar... powieść opisana wierszem 1928,
- Szumiało nom polsci morze 1939,